# ホナタン・ウレタビスカヤ
ホナタン・マティアス・ウレタビスカジャ・ダ・ルス（Jonathan Matías Urretaviscaya da Luz, 1990年3月19日 - ）は、ウルグアイ・モンテビデオ出身のサッカー選手。ポジションはMF。バスク系ウルグアイ人である。通称は「ウレータ」。

## 経歴

### クラブ
将来を嘱望されるウィング。ウルグアイのCAリーベル・プレートで10代ながら活躍し、SLベンフィカに移籍したが、レギュラーを奪えず期限付き移籍先で経験を積んでいる。
2015年6月30日、リーガNOSのFCパソス・デ・フェレイラからリーガMXのCFパチューカに移籍することが決定した。2017年12月27日、CFモンテレイに移籍した。

### 代表
ウルグアイ代表として2007 南米U-17選手権で2ゴール、2009 FIFA U-20ワールドカップに出場し2ゴールを記録した。
2017年3月28日、2018 FIFAワールドカップ・南米予選第14節のペルー代表戦で途中出場しA代表デビューを果たした。

## 代表歴

### 出場大会
- ウルグアイ代表
  - 2018 FIFAワールドカップ

### 試合数
- 国際Aマッチ 6試合 0得点（2017年-2018年）[2]

| ウルグアイ代表 | 国際Aマッチ | 国際Aマッチ |
| 年             | 出場        | 得点        |
| -------------- | ----------- | ----------- |
| 2017           | 4           | 0           |
| 2018           | 2           | 0           |
| 通算           | 6           | 0           |

## タイトル

### クラブ
ベンフィカ
- スーペル・リーガ : 2009-2010, 2013-2014
- タッサ・ダ・リーガ : 2009-2010

ペニャロール
- プリメーラ・ディビシオン : 2009-2010

パチューカ
- リーガMX : クラウスーラ2016
- CONCACAFチャンピオンズリーグ : 2016-17

モンテレイ
- リーガMX : アペルトゥーラ2019
- CONCACAFチャンピオンズリーグ : 2019